# Čađasti zovoj
Čađasti zovoj (lat. Bulweria bulwerii) je ptičja vrsta roda Bulweria. Rasprostranjena je na otocima Atlantskog i Tihog oceana. 

## Opis
Duga je 26-28 cm, a teška 78-130 g i među najmanjim je zovojima. Tamnosmeđe je boje, ima duga krila (68-73 cm). Ima tanko tijelo. Hrani se uglavnom ribama, lignjama i rakovima koje nalazi noću. Ove ptice lete same ili u paru., ne jako visoko. Na kopno se spuštaju samo noću ili prilikom sezone parenja (uglavnom dolaze na stjenovito kopno). Najveći životni vijek ove ptice je 24 godine.

## Razmnožavanje
Sezona parenja počinje u travnju ili svibnju. Parenje se odvija na pustim udaljenim otocima. Jaje se obično nalazi u rupi i bijele je boje. Iz jajeta se izlegne mlado nakon 44 dana, a razvije se nakon 62 dana.

## Vanjske poveznice
- Kratki opis
- Video
- Rasprostranjenost

Ostali projekti
|  | Zajednički poslužitelj ima stranicu o temi Bulweria bulwerii    |
|  | Zajednički poslužitelj ima još gradiva o temi Bulweria bulwerii |
|  | Wikivrste imaju podatke o taksonu Bulweria bulwerii             |